# روس‌ها در قرقیزستان
روس‌های قرقیزستان یکی از اقلیت‌های قومی در قرقیزستان هستند که بر اساس سرشماری سال 2009 میلادی تعدادشان 419,600 نفر بوده است که 9.1 درصد از کل جمعیت کشور را تشکیل می‌دهد. اکثر روس‌های قرقیزستان در قرن بیستم میلادی به این کشور مهاجرت کردند. جمعیت روسیه از زمان فروپاشی اتحاد جماهیر شوروی در سال 1991 میلادی به دلیل نرخ پایین باروری و مهاجرت رو به کاهش بوده است. تا سال 2015 میلادی، 364,500 روس و اوکراینی در قرقیزستان زندگی می‌کردند که 6.2 درصد از کل جمعیت این کشور را تشکیل می‌دادند.